# Левченко, Алексей Максимович
Алексей Максимович Левченко (11 сентября 1939) — советский футболист, нападающий, футбольный тренер. Мастер спорта СССР.

## Биография
На юношеском уровне играл в таганрогском «Торпедо». В 1954 году в составе юношеской команды стал обладателем областного «Кубка газеты „Молот“», забив в финальном матче два мяча. Начал взрослую карьеру в составе своего клуба в 1956 году в классе «Б», провёл в команде три сезона.
В 1959 году был призван в армию и перешёл в ростовский СКВО, вскоре переименованный в СКА. Дебютный матч в классе «А» сыграл 31 августа 1959 года против московского «Торпедо», заменив в ходе матча Владимира Смирнова. Свой первый гол в высшей лиге забил 9 апреля 1960 года в ворота «Зенита». В сезоне 1960 года стал автором 12 голов и вошёл в десятку лучших бомбардиров чемпионата. Всего в составе ростовских армейцев в 1959—1962 годах сыграл в высшей лиге 57 матчей и забил 19 голов.
В 1963—1967 годах выступал за «Ростсельмаш», сыграл 165 матчей во второй и первой лигах. В 1966—1967 годах был капитаном команды. В конце карьеры снова играл за таганрогское «Торпедо».
В ходе сезона 1969 года назначен главным тренером таганрогского клуба и возглавлял его до сентября 1970 года. Позднее, в середине 1970-х годов работал в тренерском штабе клуба.